# Pseudodiamesa mongolzecea
Pseudodiamesa mongolzecea är en tvåvingeart som beskrevs av Sasa och Suzuki 1997. Pseudodiamesa mongolzecea ingår i släktet Pseudodiamesa och familjen fjädermyggor. Inga underarter finns listade i Catalogue of Life.